# Layoak Island
Layoak Island, auch Layoak Islet genannt, ist eine kleine, dicht bewaldete Koralleninsel im Nordosten des Archipels der Torres-Strait-Inseln. Die unbewohnte Insel etwa ist 600 Meter lang und 200 Meter breit und liegt im Nordwesten einer Riffplattform. Sie hat eine Landfläche von neun Hektar. Der höchste Punkt liegt zwei Meter über Meeresniveau.
Die Insel befindet sich neun Kilometer westlich von Aukane Island und zehn Kilometer nördlich von Roberts Island, der westlichsten der Bourke-Inseln, welche verwaltungstechnisch zu den Central Islands, einer Inselregion im Verwaltungsbezirk Torres Shire des australischen Bundesstaats Queensland, gehören.
Layoak gehört, ebenso wie die meisten der übrigen Bourke-Inseln (außer die südwestlichen Aureed Island und Roberts Island) traditionell den Bewohnern der 13 Kilometer nordwestlich gelegenen Yorke Island. In deren Sprache Kalaw Lagaw Ya heißt Layoak Island Yau.